# АукцЫон
АукцЫон — радянський та російський музичний колектив, заснований Леонідом Федоровим у Ленінграді. Датою заснування гурту вважають 1978 рік.
Ансамбль експериментував з різними стилями, поєднуючи на різних етапах творчості елементи пост-панка, джазу та нової хвилі.

## Історія

### 1978–1980 роки. Ранній етап
Перші спроби створити музичний колектив Леонід Федоров, за його словами, зробив у чотирнадцять років. Ансамбль складався з його однокласників, які проводили репетиції в його квартирі. Один з перших виступів відбувся в школі Федорова, де вони грали на одному з випускних балів. За його словами, голос у нього сів до початку другої частини програми, і програму догравали випускники. 1978 року до ансамблю приєднався басист Віктор Бондарик.

### Становлення гурту
1980 року Бондарик познайомив Федорова з Олегом Гаркушею. Федоров, який раніше складав музику, переважно, на тексти з різних книг і журналів, почав використовувати вірші Олега, який, крім написання віршів, також допомагав у транспортуванні апаратури групи. Гурт перебрався з квартири на першу свою репетиційну базу — в клуб «Ленінградець». До того часу ансамбль, який не мав тоді постійного назви, складався з Олексія Віттеля, Дмитра Зайченко, Олександра Помпеєва на клавішах, Віктора Бондарика та Михайла Макова.
До 1981 року гурт почав виступати на танцях, змінивши назву спочатку на «Параграф», а потім на «Фаетон».
Того ж року Федоров познайомився з Дмитром Озерським. Спочатку Дмитро Озерський не грав на жодному інструменті, а був лише автором текстів. Але за порадою Федорова він почав учитися грати на клавішах спочатку в музичній школі, а потім, кинувши її, продовжив навчання самостійно.
Гурт набув стабільнішого складу: Федоров — гітара, вокал, Віктор Бондарик — бас, Сергій Мельник — гітара, Дмитро Озерський — клавішні, вокал та Євген Чумічов — барабани.

### Вступ до Ленінградського рок-клубу
1983 року з гурту до армії пішов басист Віктор Бондарик, на його місце прийшов Сергій Губенко.
Федоров, не впевнений у своїх можливостях вокаліста (сам він, попри лікування у логопеда, сильно гаркавив), запросив як вокаліста Валерія Недомовного.
Олег Гаркуша познайомив гурт (тоді ще «Фаетон») з ансамблем «Аквариум». Тодішній учасник «Аквариума» Михайло Файнштейн порадив колективу вступити до недавно організованого рок-клубу.
14 травня 1983 гурт став кандидатом на вступ до Ленінградського рок-клубу та дізнався про дату їх вступного концерту (пізня осінь 1983). Склад колективу змінився, гурт покинули Недомовний (вокал) та Мельник (гітара), на їх місце прийшов гітарист та вокаліст Сергій Лобачов.
Ансамбль, готуючись до першого «серйозного» виступу, почав придумувати нову назву; але, за спогадами Федорова, далі букви «а», не просунувся. Таким чином назвою групи став «АукцЫон».
Вступний концерт відбувся 18 листопада 1983 і за спогадами учасників гурту виявився не надто вдалим. Ось як Федоров прокоментував виступ групи: «Ми зіграли огидно, програма сира, звучали фігово…». Після концерту гурт покинули Лобачов, Губенко та Чумічов. У групи, попри формальний вступ в рок-клуб, наступає дворічне затишшя (до 1985 року).

### 1985–1986 роки. повернення до активності.Вернись в Сорренто
До початку 1985 року «АукцЫон» після перерви знову приступив до активних репетицій. Склад групи стабілізувався: повернувся з армії Бондарик — бас, Озерський — клавішні, Ігор Черидник — ударні, Микола Федорович — альт-саксофон. У травні 1986 року гурт успішно виступив на IV Ленінградському рок-фестивалі.
Колектив багато працював над новою програмою пісень. Федоров, який комплексував з приводу вокалу, запросив до гурту вокаліста Сергія Рогожина (якого «знайшов» Озерський). Також до гурту приєднався художник Кирило Міллер, який зайнявся оформленням сцени та зовнішнього вигляду музикантів. Група успішно виступила на IV Ленінградському рок-фестивалі в складі: Леонід Федоров (гітара, вокал), Олег Гаркуша (танці, вокал), Сергій Рогожин (вокал), Віктор Бондарик (бас), Дмитро Озерський (клавішні, вокал), Микола Рубанов (саксофони, флейти), Микола Федорович (саксофон) та Ігор Черидник (барабани). Рогожин отримав приз за найкращий вокал, а Олег Гаркуша — за артистизм. Гурт дав два концерти в клубі «Північ» у місті Виборг на запрошення журналіста та промоутера Андрія Коломойського.
Після повернення колектив почав періодичні виступи в різних ДК. Один з виступів (у ДК «Нива» селища Шушари) був записаний Сергієм Фірсовим та надалі поширювався як магнітоальбом Ріо-де-Шушари . Запис вважається раритетом, копії немає навіть в учасників колективу.
Федоров прагнув зафіксувати успішну програму на плівку, і в різних умовах група записала альбом Вернись в Сорренто (офіційно випущений лише через кілька років).

### 1987 рік. Нова програма та зміни у складі
До 1987 бувши вже популярним гуртом, «АукцЫон» взяв участь в епізодичній ролі у фільмі «Зломник», а Олег Гаркуша зіграв роль другого плану — друга головного героя.
Федоров та Озерський готують програму нових пісень «В Багдаде всё спокойно». Гурт покинув саксофоніст Микола Федорович. За словами Озерського, матеріал створювався під враженням від творчості Гофмана як образ якоїсь чарівної країни: «Країна мрій представлялася нам чимось подібним до Арабських Еміратів, в яких пропала нафта або ще щось. Тобто це були такі, чисто умоглядні спроби перекладання Гофмана на нашу сучасність».
Програму було представлено в червні 1987 року на V Ленінградському рок-фестивалі. Під час виконання гурт активно використовував східні мотиви в оформленні сцени та музикантів. Нові пісні були прийняті прохолодно публікою та критиками. На довершення Рогожин, на якого була орієнтована програма, оголосив про перехід з «АукцЫону» до гурту «Форум». У колектив ненадовго прийшов гітарист Ігор Скалдін, якого змінив Дмитро Матковський, а слідом за ним склад посилився перкусіоністом Павлом Литвиновим. Також до гурту приєднався танцюрист Володимир Весьолкін (він почав вести щоденник, в який записував деякі події з життя ансамблю). Група відклала програму «В Багдаді все спокійно» та почала роботу над новим матеріалом.

### 1988Как я стал предателем
Після активних гастролей 1987 року, у колектив приходить скрипаль та вокаліст Євген Дятлов. У травні 1988 року гурт приступив до запису альбому Как я стал предателем, уперше працюючи в професійних умовах. Назву для альбому дав рядок з вірша Олега Гаркуші «Так я став зрадником», який він придумав коли побачив по телевізору передачу про колишнього тассівця, який став шпигуном. Рядок згодом потрапив до тексту «Новорічної пісні» на альбомі. З невідомих причин Кирило Міллер, який оформляв альбом, написав «Как я стал предателем».
«\<… > Ми перейшли від пісень, що йдуть, що називається, з голови, до трохи метафізичного матеріалу, до спроб розхитати встановлені нами ж рамки. В процесі роботи над цією програмою я відчув якесь власне зростання, відчув, що дорослішаю та мислю інакше, ніж раніше» — зазначив Дмитро Озерський. 5 червня 1988 презентує програму на VI Ленінградському рок-фестивалі. Володимир Веселкин так опише концерт у своєму щоденнику: "У групи тріумф. Все знімалося на відео. Вперше фізично пручався слухачам, які мене намагалися роздерти, поки два приятелі Олега носили мене на " непмані « на своїх величезних плечах». Дятлов, незадоволений своєю другорядною (на його погляд) роллю в групі, заявляє про відхід.
Влітку та восени 1988 року група активно гастролювала по СРСР. Барабанщик групи Ігор Черидник, на тлі надмірного захоплення алкоголем, йде у групу «Ігри». Гурт починає терміновий пошук барабанщика. Після зміни кількох кандидатур їм стає Борис Шавейніков, прийнятий у колектив напередодні концертів по Далекому Сходу. Саме Борису гурт зобов'язаний своєю назвою. Він написав назву колективу з орфографічною помилкою «Аукцыон». Ця назва сподобалася ансамблю та прижилась у подальшому. Наприкінці 1988 року, гурт взяв участь у меморіальному концерті Олександра Башлачова в палаці спорту «Лужники».
Наприкінці року в грудневому номері журналу «Аврора» виходить список найкращих радянських рок-альбомів, що формувався до цього півроку думкою критиків та читачів. У списку з 25 альбомів немає жодної платівки АукцЫона. Попри це, записи групи на Заході мали певний успіх, і 1989 року гурт відправляється в перші свої закордонні гастролі.

### 1989 рік. Закордонні гастролі
1 лютого 1989 «АукцЫон» разом з гуртами «Звуки Му», «Ва-Банк '» і співачкою Катериною Суржиковою приїжджає до Берліна. Через два місяці, разом з «Кино» та «Звуки Му» група гастролює по Франції на підтримку випущеного там CD «Как я стал предателем». Там же (у Франції) відбулось знакове знайомство гурту з Олексієм Хвостенко, що зіграв згодом чималу роль як у творчості групи і в сольній творчості Леоніда Федорова. З поїздками до Франції пов'язаний відомий скандал гурту.
На фестивалі в Ле-Бурже, Володимир Весьолкін під пісню «Непман» імітував стриптиз, внаслідок залишившись у нижній білизні тілесного кольору. Цей факт отримав негативну оцінку в радянських газетах «Радянська культура» та «Комсомольська правда». У «Комсомольській правді» вийшла стаття під назвою «Поп — музика ? Блиснути майстерністю виявилося складно. І тоді блиснули несмаком…», де група звинувачувалася у вульгарності та поганому смаку. Володимир Весьолкін, зібравши підписи видних діячів ленінградської культури домігся друку «Відкритого листа гурту АукцЫон» в «Радянській культурі» від 12 травня 1989. «Комсомольська правда» ніяк не відреагувала. Пізніше Весьолкін повторив цей номер у програмі «Музичний ринг». Виступ був оцінений негативно, отримавши репліку із залу: «Ваша нарочито-дегенеративна виконавська манера виглядає дискредитацією радянського року».
Влітку гурт записав на Ленінградській студії грамзапису платівку «В Багдаде всё спокойно». В ніч з 11 на 12 червня 1989 «АукцЫон» закриває останній VII Ленінградський рок-фестиваль. Того року на репетиціях група вже активно грала композиції «Самолет», «Пионер», «Любовь» та «Ябеда», які скоро складуть новий альбом групи.

### 1990–1991 роки.Жопа(Дупло) іБодун
До 1990 року група активно працює над новим матеріалом. Між басистом Віктором Бондариком та барабанщиком Борисом Шавейніковим встановлюються дружні стосунки, що сприяє зміцненню ритм-секції групи. Федоров домовляється про запис у студії Стаса Наміна, де взимку записує альбом Жопа. На вініловій платівці він вийшов обрізаною версією, а з цензурних міркувань назва була замінена на  Дупло . Також 1990 року на фірмі Мелодія виходить записана ще 1989 року платівка В Багдаде всё спокойно.
У травні — червні група взяла участь в акції «Рок чистої води».
1991 року гурт записав альбом Бодун. Його обкладинка була останньою з оформлених Міллером. З першого видання була виключена пісня «Стовпи» через ненормативну лексику в тексті.
Стилістично нові альбоми істотно відрізнялися від попередніх. Почасти на це вплинув більш «важкий» барабанщик Шавейніков. Матеріал став більш похмурим та імпровізаційним.
Гурт активно гастролював у Німеччині. Гастролі організовував німець Крістоф Карстен. Міллер та Весьолкін віддалились від гурту, та й сама гурт втомився від поведінки Веселкіна, який сильно зловживав алкоголем:
А. \< АукцИон > мене штрафанули на 100 марок за п'яні витівки на концерті: бив пивні кухлі, пив з німцями горілку і пиво прямо на сцені, різав себе і всюди бризкав кров'ю. Ми з Міллером все прикрасили туалетним папером. Ха! В залі бійка через мене. Весело.— Із щоденника Володимира Весьолкіна. 1991.
Олег Гаркуша, також сильно зловживав алкоголем, відігравав у колективі все меншу роль.
1992 року Весьолкін залишив гурт, щоб зайнятися сольним проектом.

### Середина 1990-х.Чайник винаіПтица
Федоров давно виношував ідею записати пісні свого друга Олексія Хвостенко. Однак той проживав у Франції (де на гастролях у АукцЫона було мало часу).
1992 року Хвостенко, насилу отримавши документи, приїхав до Росії (на літаку з гуманітарною допомогою).
Група разом з Хвостенко записує на студії «Титанік» у достатньо стислі строки альбом Чайник вина. Пізніше Федоров назве альбом однією з найкращих робіт «АукцЫона».
АукцЫон все частіше гастролює Європою. Для цього вони придбали потриманий автобус.
1993 року гурт приступив до запису альбому Птица, що став згодом однією з найпопулярніших їхніх робіт. Багато в чому це було зумовлено тим, що пісня «Дорога» увійшла у саундтрек до дуже популярного фільму Олексія Балабанова «Брат-2», випущеному вже 2000 року. На запис пішло приблизно півроку (включаючи репетиції). Заголовна пісня була складена під час путчу Федоровим та Гаркушею, які виїхали до села. Відносини учасників в той час у колективі склалися напружені. За спогадами Федорова, гурт був близьким до розпаду. Попри це, учасникам гурту (крім Федорова) альбом сподобався. Федоров оцінює пісні, що увійшли до альбому, як одні з найкращих написаних ним і Озерським, але в цілому називає альбом  Птица  однією з невдач групи.
Монтуючи «Чайник вина», я усвідомив, що ми записали геніальну, на мій погляд, платівку. Мені раптом стало зрозуміло, що мінімумом коштів, нічого ніби спеціально не придумуючи, можна робити офігенні речі. І «Птица» була спробою записати щось подібне без Хвоста, чисто з «АукцЫоном». Але спроба провалилася. Зробити просту платівку ми не змогли. «Птицу» занапастили аранжування. Попередні наші альбоми: «Как я стал предателем», «Бодун», «Жопа» — записано саме так, як ми хотіли, вони набагато адекватніше «Птици».— Леонід Федоров.
Альбом вийшов двома виданнями, з різницею у півроку (німецьким та російським).

### Друга половина 1990-х
Після альбому Птица  гурт опинився в творчій кризі. Допомогло її подолати знайомство Федорова з поезією Велимира Хлєбникова (за допомогою Хвостенко).
1995 року спільно з Хвостенко група записує альбом на вірші Хлєбникова Жилец вершин.
Активність гурту в Росії зменшувалась. АукцЫон продовжував гастролювати Європою (особливо часті концерти в Німеччині).
У листопаді 1995 з групи звільняють гітариста Дмитра Матковського. За словами Озерського розбіжності виникли на музичному (Матковський був прихильник більш дисциплінованого виконання, а саксофоніст Рубанов виступав за імпровізацію) та особистому рівнях. На місце Матковського приходить тубіст Михайло Коловський. 22 липня 1996 Олег Гаркуша відлітає до Америки, де проходить курс лікування від алкоголізму. Після цього він кидає пити.
1997 року вперше офіційно виходять альбоми Вернись в Сорренто та Д'обсервер (запис концерту в Пулковської обсерваторії 1986 року).
Того ж року Федоров випустив перший сольний альбом — акустичні «Четиресполовинойтонны».
Наприкінці 1990-х — початку 2000-х Леонід Федоров захоплювався сольною творчістю, вступаючи в союз з різними музикантами.
1999 року виходить два сингли групи: Зимы не будет позначений як «АукцЫон, Волков, Курашов» і  Небо напополам  у співпраці гурту з Леонідом Сойбельманом.

### З 2000-х дотепер
2002 року виходить альбом Это мама (зіграна групою наживо програма) до якого увійшли дві нові пісні «Якоря», «Про погоду» та "Заведующий (Копорье) " з акустичного альбому Федорова «Четиресполовинойтонны».
Наступний «повністю» студійний альбом — Девушки поют — вийшов після 12-річної перерви 2007 року. Альбом записувався в Нью-Йорку в «Stratosphere Sound Studios» за участю американських музикантів Марка Рібо, Джона Медескі, Френка Лондона та Неда Ротенберга, а також російського контрабасиста Володимира Волкова.
7 жовтня 2011 гурт представив новий альбом Юла, який був записаний уже без залучення іноземців. Записувався альбом у достатньо стислі терміни, впродовж 11 днів на московській студії «параметрик». У записі брав участь Володимир Волков, який співпрацював з Федоровим (в його сольній дискографії) та після участі в концертних виступах «АукцЫон» протягом декількох років. Випуску альбому передувало відкриття 21 вересня, того ж року, офіційного профілю групи на порталі YouTube.
2015 на Мосфільмі записаний альбом На солнце, виданий у 2016 лейблом "Геометрия". 
На альбомі вісім композицій з дещо абсурдистскими та гротескними текстами Дмитра Озерського і музичними заходами на терени джазу і пост-панку.

## Склад

### Теперішній склад
- Леонід Федоров — вокал, електрогітара, акустична гітара, перкусія  (1978 — наші дні)
- Віктор Бондарик — бас-гітара  (1978–1983, 1985 — наші дні)
- Олег Гаркуша — шоу, тексти, декламація, вокал  (1980 — наші дні)
- Дмитро Озерський — тексти, клавішні, перкусія, труба  (1981 — наші дні)
- Микола Рубанов — саксофон, бас-кларнет, жалейка, клавішні  (1986 — наші дні)
- Борис Шавейніков — ударні  (1988 — наші дні)
- Михайло Коловський — туба, тромбон  (1995 — наші дні)
- Володимир Волков — контрабас, клавішні  (2007 — наші дні)
- Юрій Парфьонов — труба  (2011 — наші дні)
- Михайло Раппопорт — звукорежисер

| - Сергій Рогожин — вокал (1985–1987) - Ігор Черіднік — барабани (1985–1989) - Микола Федорович — саксофон (1985–1986) - Ігор Скалдіну — гітара (1986, 1989) - Павло Литвинов — перкусія (1987–2005) - Дмитро Матковський — гітара (1987–1995) - Володимир Веселкін — танці (1987–1992) - Євген Дятлов — вокал, скрипка (1989) | - Хвіст (Олексій Хвостенко) - Єгор Лєтов - Святослав Курашов - Леонід Сойбельман (Чи не Чекали, Kletka Red та ін.) - Сергій Старостін - Френк Лондон (Frank London) - Марк Рібо (Marc Ribot) - Джон Медескі (John Medeski) - Нед Ротенберг (Ned Rothenberg) - Дмитро Кутергін - Анатолій Герасимов - Аркадій Шилклопер - Всеволод Гаккель - Гавриїл Лубнін - Сергій Шнуров |

## Дискографія

### Студійні альбоми
- Вернись в Сорренто (1986)
- Как я стал предателем (1989)
- В Багдаде всё спокойно (1989)
- Жопа (1990)
- Бодун (1991)
- Чайник вина (1992, Хвост та АукцЫон)
- Птица (1994)
- Жилец вершин (1995, Хвост та АукцЫон)
- Это мама (старий та новий матеріал «наживо» у студії, 2002)
- Девушки поют (2007)
- Юла (2011)
- На солнце (2016)
- Мечты (2020)

### Сингли
- Зимы не будет (1999, АукцЫон-Волков-Курашов)
- Небо напополам (1999, АукцЫон та Сойбельман)

### Концертні записи та збірники
- Д'обсервер (концертний запис, 1986)
- Верпования[19] (концертний запис 1992, Хвіст та АукцЫон)
- Опыт постороннего творческого процесса (концертний запис 1995, Хвіст та АукцЫон)
- АукцЫон (збірник, 1995)
- Легенды русского рока (збірник, 1999)
- Дорога (збірник, 2001)
- Pioneer (Піонер) (збірник, 2006)
- LIVE. Концерт В ДК Ленсовета 21.04.2007 (концертний запис, 2010)
- Лётчик хочет… Или осколки свободы (збірник, 2010)

### Відео
- Рок (1987), режисер Олексій Учитель
- Виступ на фестивалі «Рок чистої води», Волгоград, 22.05.1990 (концертний бонус-DVD з колекційного видання альбому Жопа, 2011)
- Концерт в Тольятті, 08.09.1990 + Концерт в Театрі на Фонтанці, 20.01.1991 + VIII Ленінградський рок-фестиваль, 12.03.1991 (концертний бонус-DVD з колекційного видання альбому Жопа, 2011)
- АукцЫон у Митьков (квартирник, 1994)
- Хвіст та АукцЫон «Опыт постороннего творческого процесса»[20] (квартирник, 1995, виданий на DVD 2004 року)
- АукцЫон без саксофона (концерт, 1997)
- Как слышится так и пишется[21] (DVD з кліпами та інтерв'ю, 2005)
- Девушки поют, концертЫ (концертний DVD, 2007)
- Ещё (2014), режисер Дмитро Лавриненко